# Mejez El Bab
Medjez El Bab (àrab: مجاز الباب, Majāz al-Bāb) és una ciutat de Tunísia a la governació de Béja, situada uns 40 km a l'est de la ciutat de Béja. Té una població de 20.308 habitants. És capçalera d'una delegació amb 39.270 habitants al cens del 2004.

## Geografia
Es troba a la vall del Medjerda i és un nus de carreteres important (sis carreteres conflueixen a la ciutat, a més de l'autopista A3, oberta el 2005). També és estació ferroviària. A uns 15 km al sud-est hi ha Sidi Mdine, amb unes ruïnes romanes situades al sud d'aquesta vila en direcció a Goubellat.

## Economia
El turisme hi està poc desenvolupat i l'activitat essencial és l'agricultura amb cultius de cereals i horta, i la ramaderia, amb producció de llet i altres productes.

## Història
La ciutat fou escollida el novembre de 1942 com a base de replegament pels soldats britànics. Un cementiri militar amb quasi 3.000 tombes és a uns 3 km al sud-oest.

## Administració
És el centre de la delegació o mutamadiyya homònima, amb codi geogràfic 21 59 (ISO 3166-2:TN-12), dividida en catorze sectors o imades:
- Medjez El Bab Ville (21 59 51)
- Medjez El Bab Sud (21 59 52)
- Sidi Medien (21 59 53)
- El Ksar (21 59 54)
- El Heri (21 59 55)
- Tokaber (21 59 56)
- Chaouach (21 59 57)
- Sidi Nasr (21 59 58)
- Sidi Ahmed El Jedidi (21 59 59)
- El Gueriâat (21 59 60)
- Hidouss (21 59 61)
- El Mouatiss (21 59 62)
- Guerich El Ouedi (21 59 63)
- Sidi Erraies (21 59 64)

Al mateix temps, forma una municipalitat o baladiyya (codi geogràfic 21 18).